# 手のひらを満月に
『手のひらを満月に』は、2017年5月17日に発売されたブリーフ&トランクスの8作目のアルバム（ベストを含むと9枚目）。ポニーキャニオンから発売された。

## 解説
アルバムタイトルは前年の『アウト×デラックス』出演時に披露した楽曲『まんげつ』（本作未収録）、本作収録の伊藤多賀之ソロ時代の曲のカバーとなる『月の裏側』にちなむ。CDのみの通常版とミュージックビデオなどを収めたDVD同梱の限定版を同時発売。
ジャケットは通常盤、限定版ともにメンバー2人の詰襟学生服姿で、収録曲も「学生時代の半径5メートル」をイメージした曲で占められている。

## 収録曲
全曲作詞作曲編曲：伊藤多賀之
1. へーへーへー
2. 初めての飛行機
3. ベタベタハウス
4. 奇跡のアレ
5. 逆に
6. 大寝坊
7. 虫女
8. ジェットコースター
9. 教室のパンツ
10. チンポジ
11. 好きな子と話す16の方法
12. 袋とじ
13. ズドドン
14. 同窓会
15. 月の裏側～ブリトラバージョン～